# Gunung Pangge
Gunung Pangge är ett berg i Indonesien.   Det ligger i provinsen Aceh, i den västra delen av landet, 1 600 km nordväst om huvudstaden Jakarta. Toppen på Gunung Pangge är 615 meter över havet.
Terrängen runt Gunung Pangge är kuperad åt sydväst, men åt nordost är den bergig. Runt Gunung Pangge är det ganska glesbefolkat, med 39 invånare per kvadratkilometer. I omgivningarna runt Gunung Pangge växer i huvudsak städsegrön lövskog.